# Joke Schauvliege
Joke Schauvliege (Gand, 16 marzo 1970) è una politica belga fiamminga, membro dei Cristiano-Democratici e Fiamminghi.

## Biografia
Dopo gli studi secondari presso Notre-Dame della Visitazione (Onze-Lieve-Vrouw Visitatie) a Gand, ha studiato giurisprudenza all'Università Statale di Gand (oggi Università di Gand) e ha praticato per dieci anni la professione di avvocato a Gand. Il padre Gérard Schauvliege era un geometra e lei è una pronipote di August Schauvliege.
Nel 1994 è diventata la più giovane consigliera comunale di Evergem. Fu membro di Giovani lavoratori cattolici (VKAJ, equivalente fiammingo della Gioventù operaia cristiana (JOCF) e di diverse altre associazioni. Nel 1999, è stata eletta deputato federale. Fu un periodo difficile per quello che era allora il Partito Popolare Cristiano (CVP), retrocesso nei banchi dell'opposizione. Alle elezioni del 2003 ottenne un punteggio personale onorevole, ma insufficiente per ottenere un seggio in parlamento.
Nel 2004 ha iniziato l'attività politica a livello fiammingo, diventando membro del Parlamento fiammingo per la commissione per l'ambiente e la pianificazione regionale. Passa alla CD&V, come uno specialista nella pianificazione regionale. È stata anche vicepresidente del gruppo CD&V nel Parlamento.
A partire dal 2 gennaio 2007 ottiene un mandato esecutivo locale. Nel suo comune di Evergem, è consigliere comunale responsabile per la pianificazione della città, della politica per i giovani, del turismo e della protezione della natura. Dal 2008 è vicepresidente nazionale della CD&V.
Nelle elezioni regionali del 2009, ha ottenuto 51.810 voti di preferenza, il numero più alto per le Fiandre orientali. Un punteggio personale così alto che gli è valso l'incarico di Ministro dell'ambiente, della natura e della cultura nel nuovo governo fiammingo di Kris Peeters nel luglio 2009.
Il giorno dopo la sua designazione, ha ammesso che mancava di affinità con le questioni culturali e che la sua ultima esperienza con le arti dello spettacolo era stata quella di assistere a un'esibizione di un gruppo teatrale amatoriale di Evergem negli ultimi sei mesi, il cui titolo non ricordava. Tom Lanoye e Luc Coorevits, tra gli altri, hanno ritenuto ciò inaccettabile. L'Unione delle organizzazioni per le arti visive (VOBK), Pol Corthouts della Conferenza delle organizzazioni artistiche e il direttore artistico di KVS Jan Goossens hanno reagito con maggiore moderazione ed erano più fiduciosi riguardo al nuovo ministro nominato. Durante la sua intervista con Linda De Win, nel numero del 15 luglio di Villa Politica, il nuovo ministro ha chiesto che le fossero concessi cento giorni per organizzare il suo lavoro.
Ad una manifestazione sul clima a Bruxelles il 27 gennaio 2019, a cui hanno partecipato 75.000 persone, in particolare Schauvliege, e politici in generale, ha ricevuto molte critiche dai giovani. Pochi giorni dopo, in un discorso al Sindacato Generale degli Agricoltori del 2 febbraio 2019, ha descritto questa e altre dimostrazioni come un "gioco organizzato" e ha affermato che il Servizio di sicurezza dello Stato l'aveva informata degli istigatori delle proteste. In seguito ha ritirato la sua affermazione, ma a seguito delle consultazioni interne del partito ha rassegnato le dimissioni da ministro il 5 febbraio 2019.

## Vita privata
È sposata con Peter Colpaert. La coppia ha due figli. Vive a Ertvelde, una parte del comune di Evergem.